# جاك جرينهالغ
جاك جرينهالغ (بالإنجليزية: Jack Greenhalgh)‏ هو مشغل كاميرا ومصور سينمائي أمريكي، ولد في 23 يوليو 1904 في مانهاتن في الولايات المتحدة، وتوفي في 3 سبتمبر 1971 في شمال هوليوود ‏ في الولايات المتحدة.

## وصلات خارجية
- جاك جرينهالغ على موقع IMDb (الإنجليزية)
- جاك جرينهالغ على موقع ألو سيني (الفرنسية)
- جاك جرينهالغ على موقع أول موفي (الإنجليزية)
- جاك جرينهالغ على موقع قاعدة بيانات الأفلام السويدية (السويدية)
- جاك جرينهالغ على موقع قاعدة بيانات الفيلم (الإنجليزية)
- جاك جرينهالغ على موقع كينوبويسك (الروسية)